# Шуменов, Бейбут Амирханович
Бейбут Шуменов (каз. Бейбіт Шүменов; англ. Beibut Shumenov; 19 августа 1983 года) — казахстанский боксёр-профессионал, выступающий в полутяжёлой и в первой тяжёлой весовых категориях. Чемпион мира в «отпуске» (2019—2021), регулярный чемпион мира (2016—2017, 2018—2019) и временный чемпион мира (2015—2016) по версии WBA в 1-м тяжёлом весе. Бывший суперчемпион мира по версии WBA (2013—2014), регулярный чемпион мира по версии WBA (2010—2013) и чемпион мира по версии IBA (2009—2014) в полутяжёлом весе. В 2016 году Бейбут вошёл в историю как первый казахстанский боксёр, ставший чемпионом мира в двух весовых категориях: в полутяжелой (WBA super) и первой тяжелой весовой (WBA regular).
Участник Олимпийских игр 2004 года. Золотой медалист Чемпионата Азии 2004 года на Филиппинах, серебряный медалист Первых Афро-Азиатских Игр 2003 года в Индии. Бейбут является не только профессиональным боксёром, но также сам себе менеджером и промоутером. Его компания KZ Event Productions, Inc. основана совместно с братом Чингизом Шуменовым в 2007 году в Лас-Вегасе, Невада, США. Происходит из рода Сиргели Старшего жуза.

## Любительская карьера
- Серебряный призёр Первых Афро-Азиатских Игр 2003 года в Индии.
- Чемпион Азии 2004 года в Пуэрто-Принсеса на Филиппинах вместе с Головкиным и Джафаровым.
- В первом туре Олимпиады-2004 в Афинах победил поляка Кузимского Алексея, но сломав руку, выбыл из дальнейших состязаний.
- В ноябре 2004 года в Алматы стал вице-чемпионом Казахстана в весе до 81 кг [2].

## Профессиональная карьера

### Полутяжёлый вес
Шуменов переехал в США и дебютировал на профессиональном ринге в ноябре 2007 года. В первом бою, в ноябре 2007 года Шуменов нокаутировал дебютанта, Уолтера Эдвардса, в первом раунде. Второго соперника Бейбут так же нокаутировал в первом раунде.
В марте 2008 года, казах победил по очкам опытного джорнимена, Шэннона Миллера. Четвёртый поединок в карьере Шуменова уже стал титульным. В 12-и раундовом поединке в бою за азиатский титул WBC, Шуменов нокаутировал во 2-м раунде американца, Доннела Виггинса. следующий бой Шуменов провёл через 12 дней, и добавил к своей коллекции, титул азиатского региона по версии WBO, нокаутировав за одну минуту опытного американца, Лавелла Финджера (26-2).

#### Бой против Монтелла Гриффина
В августе 2008 в Казахстане Шуменов встретился с бывшим чемпионом мира Монтеллом Гриффином (49-8-0, 30 KO). американский ветеран не смог оказать достойного сопротивления молодому казахскому боксёру. Шуменов победил с разгромным счётом по очкам.
В декабре 2008 года в США Бейбут победил колумбийца Эпифанио Мендозу (28-7-1, 24 KO) и сделал большой скачок в рейтинговой позиции.

#### Бой против Байрона Митчелла

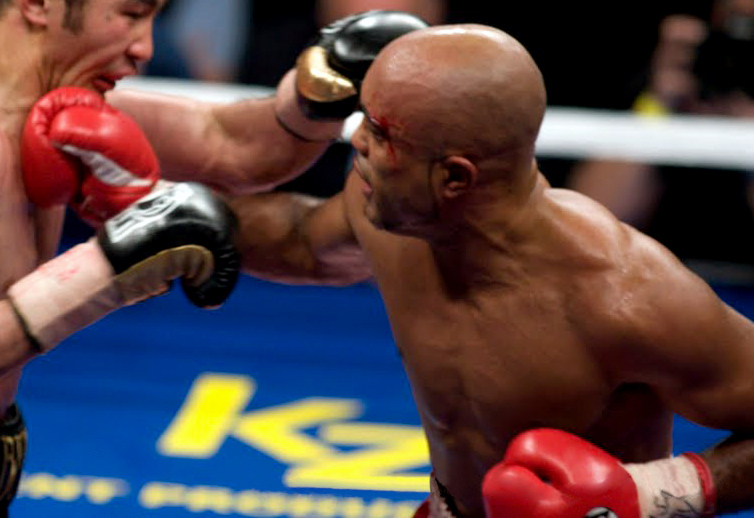
Кампильо наносит удар Шуменову

В мае 2009 года в Казахстане Бейбут Шуменов победил Байрона Митчелла (27-5-1, 20 КО) техническим нокаутом в четвёртом раунде. В конце раунда секунданты американца выбросили на ринг белое полотенце, отказавшись от продолжения боя.
На кону в этом бою стояли вакантный титул чемпиона мира IBA в полутяжёлом весе и принадлежащие Шуменову титулы WBO Asia Pacific, WBC Asian Boxing Council и PABA.

#### Бой против Кампильо I
В Казахстане, 15 августа 2009 года Шуменов со статистикой 8-0 на профессиональном ринге вышел на бой за звание чемпиона мира с испанцем Габриелем Кампильо. Шуменов был очень активен в первой половине боя, а чемпион начал проявлять более высокую скорость со второй половины боя. В 9-м раунде Шуменов потряс Кампильо, но испанец устоял на ногах. В финальном раунде активнее был испанец, и смог потрясти Шуменова под занавес боя. В близком бою решением большинства судей победил испанец. Решение было спорным, и было решено провести матч реванш.

#### Бой против Кампильо II
29 января в США состоялся второй бой Кампильо С Шуменовым. Испанец Габриэль Кампильо (19-3-0, 5 KO) проводил защиту титула чемпиона мира в полутяжёлом весе по версии WBA от притязаний боксёра из Казахстана Бейбута Шуменова (9-1-0, 6 KO). Бой продлился все отведённые на него 12 раундов, по окончании которых Шуменов одержал победу — двое судей выставили счёт 117—111 и 115—113 в пользу Шуменова, третий зафиксировал 117—111.

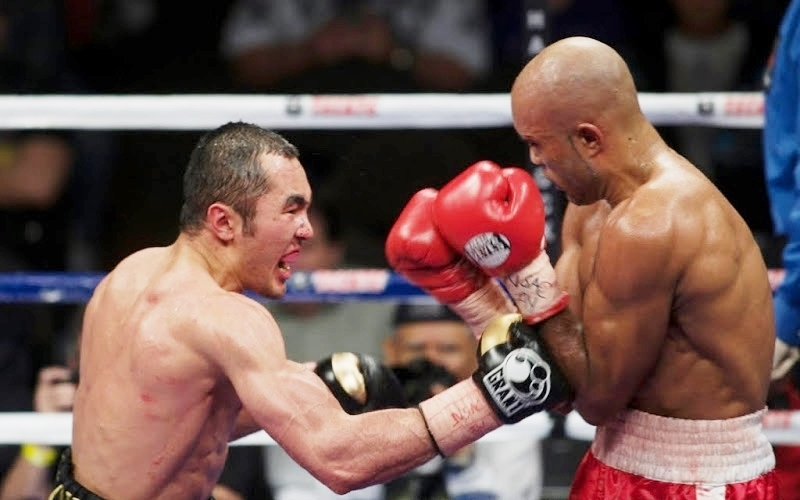
Шуменов берёт реванш у Кампильо

- Таким образом, Бейбут Шуменов уже в своем десятом бою на профиринге, стал Чемпионом мира.

#### Бой с Вячеславом Узелковым
23 июля 2010 года в Лемуре (штат Калифорния, США) состоялся вечер профессионального бокса, в главном поединке которого казахстанец Бейбут Шуменов (10-1-0, 6 КО) проводил защиту титула чемпиона мира в полутяжёлом весе по версии WBA от притязаний украинца Вячеслава Узелкова (22-1-0, 14 КО). В этом бою Шуменов нанёс Узелкову первое поражение в его профессиональной карьере. Поединок продлился все отведённые на него 12 раундов, по окончании которых судьи единогласно отдали победу Шуменову со счётом 117—109 и 118—108 дважды. Шуменов побывал на настиле в первом раунде. Узелков побывал на настиле ринга в третьем раунде.

#### Прочие бои по защите титула
Вторую защиту титула Шуменов провёл 8 января 2011 года в родном Чимкенте против американца, Уильяма Джоппи (39-6-2). Шуменов нокаутировал американца в начале шестого раунда.
29 июля 2011 года, Бейбут на новой родине в Лас Вегасе, Невада нокаутировал американца Дэнни Сантьяго (31-4-1).
2 июня 2012 года казахстанец там же победил по очкам мексиканца Энрике Орнеласа и в четвёртый раз защитил титул чемпиона мира.
В октябре 2013 года был объявлен суперчемпионом WBA.
14 декабря 2013 года Шуменов в Сан-Антонио, Техас в третьем раунде техническим нокаутом победил словака Тамаша Ковача, которого посылал в нокдаун в каждом раунде, и в пятый раз защитил свой титул чемпиона мира WBA.

#### Объединительный бой с Бернардом Хопкинсом
Исполнительный директор Golden Boy Promotions Ричард Шафер сообщил о том, что свой следующий поединок чемпион мира в полутяжёлом весе по версии IBF Бернард Хопкинс, вероятнее всего, проведёт против чемпиона мира WBA Бейбута Шуменова. Об этом Шафер сообщил Хопкинсу 15 января, на его 49-й день рождения. 19 апреля в Вашингтоне (округ Колумбия, США) 49-летний американец Бернард Хопкинс объединил титулы чемпиона мира в полутяжёлом весе, добавив к своему титулу по версии IBF ещё и титул по версии WBA (Super), победив раздельным решением судей теперь уже бывшего обладателя титула WBA 30-летнего казахстанца Бейбута Шуменова. Хопкинс полностью контролировал ход всего поединка. В 11 раунде Хопкинс отправил Шуменова в нокдаун. Хопкинс обновил свой же рекорд, подняв планку самого возрастного чемпиона мира, а также установил новый рекорд, став самым возрастным боксёром в истории, сумевшим объединить титулы чемпиона мира. Счет: 116—111, 116—111 в пользу Хопкинса, третий судья отдал бой Шуменову — 114—113.

### Первый тяжёлый вес
Ещё после боя с Хопкинсом, одну из причин своего неудачного выступления, Бейбут отметил тяжёлую сгонку веса, ему пришлось сбросить более 20 кг, по этому сразу после боя с Бернардом, Бейбут перешёл в первый тяжёлый вес.

#### Бой с Бобби Томасом младшим
Свой дебютный бой в первом тяжелом весе Шуменов провёл 13 декабря в Лас-Вегасе, США в рамках вечера бокса Амир Хан — Девона Александера. Соперником Бейбута стал американец Бобби Томас-младший (14(9)-2(2)-1). Шуменов уверенно провёл схватку в новой для себя категории, доминировал на ринге и уже в 5 раунде рефери остановил бой, не дав казаху уложить на пол американца.

#### Чемпионский бой с Би Джей Флоресом
Свой второй бой в первом тяжёлом весе Шуменов провёл уже за титул временного чемпиона мира по версии WBA в первом тяжёлом весе с американцем Би Джей Флоресом. Бой состоялся 25 июля 2015 года в Лас-Вегасе и проходил все 12 раундов, но в итоге все трое судей с одинаковым счётом 116—112 отдали победу и чемпионский пояс казахскому боксёру.

#### Чемпионский бой с Джуниором Энтони Райтом
Следующий бой Шуменов провёл 21 мая 2016 года на арене The Cosmopolitan в Лас-Вегасе (США) за титул «обычного» чемпиона мира по версии WBA в тяжёлом весе (до 90,7 килограмма). Бейбут Шуменов показал на взвешивании 90,3 килограмма, тогда как Джуниор Энтони Райт 90,5 килограмма. Победитель поединка становился обязательным претендентом на встречу с сильнейшим в объединительном бое Дениса Лебедева и аргентинца Виктора Рамиреса. Но чернокожий американец не смог оказать серьёзного сопротивления и Шуменов победил техническим нокаутом в 10 раунде и стал регулярным чемпионом WBA.

#### Защита пояса «регулярного» чемпиона WBA с Юниером Дортикосом
Бой должен был состояться в апреле 2017 года, но на спарринге Шуменов вдруг получил травму глаза и выбыл из строя до июня. Партнёр попал ему пальцем в правый глаз и повредил сетчатку и роговицу.
Но бой не состоялся и в июне и WBA передала этот пояс небитому кубинцу Юниеру Дортикосу (21-0, 20 КО), который был «временным» чемпионом организации.

#### Возможный уход из профессионального бокса
19 июня 2017 года Бейбут Шуменов объявил о своём уходе из профессионального бокса в связи с травмой глаза. Однако, после двух успешных операций он заявил в декабре о возможном возвращении на ринг. В июне 2018 года Бейбут заявил, что его зрение восстановилось на 100% . 27 июня боксёр презентовал в Астане документальный фильм «Несломленный» о своей карьере в профи-боксе и лечении травмы глаза .

#### Чемпионский бой с Хизни Алтункая
7 июля 2018 года Шуменов продолжил свою карьеру боем за вакантный пояс WBA (Regular) в первом тяжёлом весе с турецким боксёром Хизни Алтункая. Бой прошёл в столице Казахстана - Астане. Алтункая практически всю боксёрскую жизнь провёл в Германии, владел чемпионскими поясами по версиям WBF и GBC и занимал третье место  в мировом рейтинге WBA (Шуменов — второй после «временного» чемпиона француза Арсена Гуламиряна). Однако никакого сопротивления он не смог оказать, оказавшись в нокдауне в первом же раунде после удара в печень. Хотя турок позже заявил, что Шуменов сломал ему ребро . Затем продержался до 9 раунда, когда снова упал под градом ударов. В перерыве секунданты отказались от продолжения боя .

#### Чемпионский бой с Арсеном Гуламиряном не состоялся
В первой тяжёлой категории Всемирной боксёрской ассоциации WBA  сложилась странная ситуация с титулами. Сразу четыре боксёра имеют чемпионские звания: украинец Александр Усик - суперчемпион, казах Бейбут Шуменов - "обычный" чемпион, француз Арсен Гуламирян - «временный» чемпион и русский Денис Лебедев - чемпион "в отпуске". Поэтому Всемирная боксерская ассоциация (WBA) объявила промоутерские торги на бой казахстанского чемпиона мира WBA (Regular) в первом тяжелом весе Бейбута Шуменова с обязательным претендентом - французом армянского происхождения Арсеном Гуламиряном, чемпионом  WBA (Interim). Торги выиграл известный промоутер Дон Кинг, который предложил призовые 821 тысячу долларов в соотношении 55-45 в пользу Шуменова. Бой должен был пройти в Монако, в Казахстане или в Нью-Йорке до 11 мая . Но из-за травмы Шуменова бой не состоялся и его титул "обычного" чемпиона перешёл к Гуламиряну. Шуменов был объявлен "чемпионом в отпуске" . В случае возвращения на ринг он сможет провести титульный бой.

## Результаты боёв
В таблице перечислены результаты всех поединков боксёров.
В каждой строке указан результат поединка. Дополнительно номер поединка обозначен цветом, который обозначает итог поединка. Расшифровка обозначений и цветов представлена в нижеследующей таблице.
| Пример | Расшифровка                     |
| ------ | ------------------------------- |
|        | Победа                          |
|        | Ничья                           |
|        | Поражение                       |
|        | Планируемый поединок            |
|        | Поединок признан несостоявшимся |
| КО     | Нокаут                          |
| ТКО    | Технический нокаут              |
| PTS    | Решение судей (по очкам)        |
| UD     | Единогласное решение судей      |
| MD     | Решение большинства судей       |
| SD     | Раздельное решение судей        |
| RTD    | Отказ от продолжения боя        |
| DQ     | Дисквалификация                 |
| NC     | Поединок признан несостоявшимся |

| Бой     | Рекорд   | Дата            | Соперник                     | Судья                  | Место боя                       | Раундов           | Дополнительно |
| ------- | -------- | --------------- | ---------------------------- | ---------------------- | ------------------------------- | ----------------- | --- |
| 20      | 18(12)-2 | 7 июля 2018     | Хизни Алтункая (30-1)        |                        | Астана Арена, Астана, Казахстан | TKO 9 (12)        | Завоевал вакантный титул WBA Regular в 1-м тяжелом весе. Алтункая в нокдаунах в 1 и 9 раундах, затем отказ от боя                   |
| Перерыв |          |                 |                              |                        |                                 |                   | |
| 19      | 17(11)-2 | 21 мая 2016     | Джуниор Энтони Райт (15-1-1) | Бенджи Эстевес младший | Лас-Вегас, Невада, США          | TKO 10 (12), 1:04 | Завоевал вакантный титул чемпиона мира по версии WBA в 1-м тяжёлом весе.                                                            |
| 18      | 16(10)-2 | 25 июля 2015    | Би Джей Флорес (31-1-1)      | Роберт Бёрд            | Лас-Вегас, Невада, США          | UD (12)           | 116-112, 116-112, 116-112. Завоевал титул временного чемпиона мира по версии WBA в первом тяжёлом весе.                             |
| 17      | 15(10)-2 | 13 декабря 2014 | Бобби Томас-младший (14-2-1) | Джек Рейсс             | Лас-Вегас, Невада, США          | RTD 5 (8)         | |
| 16      | 14(9)-2  | 19 апреля 2014  | Бернард Хопкинс (54-6-2)     | Эрл Браун              | Вашингтон                       | SD (12)           | 111-116, 111-116, 114-113. Проиграл объединительный бой за титулы WBA Super, IBF и IBA в полутяжёлом весе.                          |
| 15      | 14(9)-1  | 14 декабря 2013 | Тамаш Ковач (23-0)           | Рафаэль Рамос          | Сан-Антонио                     | TKO 3 (12), 2:55  | Защитил титулы WBA Super и IBA в полутяжёлом весе. Ковач в нокдаунах в 1, 2, 3 раундах.                                             |
| 14      | 13(8)-1  | 2 июня 2012     | Энрике Орнелас (33-7)        | Джо Кортес             | Лас-Вегас                       | UD (12)           | 120-108, 120-108, 120-108. Защитил титулы WBA и IBA в полутяжёлом весе.                                                             |
| 13      | 12(8)-1  | 29 июля 2011    | Дэнни Сантьяго (31-4-1)      | Тони Викс              | Лас-Вегас                       | TKO 9 (12), 0:46  | Защитил титулы WBA и IBA в полутяжёлом весе.                                                                                        |
| 12      | 11(7)-1  | 8 января 2011   | Уильям Джоппи (39-6-2)       | Набижон Исмаилов       | Шымкент                         | KO 6 (12), 0:15   | Защитил титулы WBA и IBA в полутяжёлом весе.                                                                                        |
| 11      | 10(6)-1  | 23 июля 2010    | Вячеслав Узелков (22-0)      | Джон Шорл              | Лемур                           | UD (12)           | 117-109, 118-108, 118-108. Защитил титулы WBA и IBA в полутяжёлом весе.                                                             |
| 10      | 9(6)-1   | 29 января 2010  | Габриэль Кампильо (19-2)     | Леви Мартинес          | Лас-Вегас, США                  | SD (12)           | 111-117, 117-111, 115-113. Выиграл титул WBA (первый титул чемпиона мира в карьере Шуменова), защитил титул IBA в полутяжёлом весе. |
| 9       | 8(6)-1   | 15 августа 2009 | Габриэль Кампильо (19-1)     | Стив Смогер            | Астана                          | MD (12)           | 113-113, 113-114, 111-115. Бой за титул WBA в полутяжёлом весе.                                                                     |
| 8       | 8(6)-0   | 9 мая 2009      | Байрон Митчелл (27-4-1)      | Стив Смогер            | Шымкент                         | TKO 4 (12), 2:58  | Защитил титулы WBC Asian Boxing Council, WBO Asia Pacific, временный титул PABA, выиграл титул IBA в полутяжёлом весе.              |
| 7       | 7(6)-0   | 13 декабря 2008 | Эпифанио Мендоса (28-6-1)    | Бобби Говард           | Бельвью (Вашингтон)             | UD (10)           | 98-92, 100-90, 97-93. |
| 6       | 6(5)-0   | 2 августа 2008  | Монтелл Гриффин (49-7)       | Александр Калинкин     | Шымкент                         | UD (12)           | 120-107, 120-108, 120-108. Защитил титулы WBC Asian Boxing Council и WBO Asia Pacific в полутяжёлом весе.                           |
| 5       | 5(5)-0   | 22 апреля 2008  | Лавелл Финджер (26-2)        | Александр Калинкин     | Шымкент                         | KO 1 (12), 1:05   | Защитил титулы WBC Asian Boxing Council и временный титул PABA, выиграл титул WBO Asia Pacific в полутяжёлом весе.                  |
| 4       | 4(4)-0   | 10 апреля 2008  | Доннелл Уиггинс (24-10-4)    | Марат Шалабаев         | Шымкент                         | KO 2 (12), 2:11   | Выиграл титулы WBC Asian Boxing Council и временный титул PABA в полутяжёлом весе.                                                  |
| 3       | 3(3)-0   | 21 марта 2008   | Шэннон Миллер (23-39-8)      | Джеральд Деминг        | Мемфис (Теннесси)               | TKO 4 (6), 1:43   | |
| 2       | 2(2)-0   | 22 февраля 2008 | Седрик Хауард (0-1)          | Теллис Ассимениос      | Форт-Лодердейл                  | KO 1 (4), 2:23    | |
| 1       | 1(1)-0   | 11 ноября 2007  | Уолтер Эдвардс (0-0)         | Ол Коли                | Уилсон (Северная Каролина)      | TKO 1 (4), 2:58   | Профессиональный дебют Шуменова. |

## Государственные награды
- Орден «Барыс» ІІІ степени (14 декабря 2011 года)[23]

## Личная жизнь
В феврале 2019 года Шуменов решил продать свой дом в 880 кв.м. в Лас-Вегасе (США) .
18 июня 2023 года произошла драка между посетителями кафе в городе Астана, Шуменов дрался с мужчиной, у которого на руках был ребенок. .